# Taupe à queue glabre
Scalopus aquaticus
Genre
Espèce
Statut de conservation UICN

 LC  : Préoccupation mineure
La Taupe à queue glabre (Scalopus aquaticus), est une espèce de la famille des Talpidae, la seule du genre Scalopus. On la rencontre en Amérique du Nord.

## Dénominations
- Nom scientifique valide : Scalopus aquaticus (Linnaeus, 1758)[1]
- Noms vulgaires (vulgarisation scientifique) : Taupe à queue glabre[2],[3],[4].
- Nom vernaculaire (langage courant), pouvant désigner éventuellement d'autres espèces : Taupe.

## Description

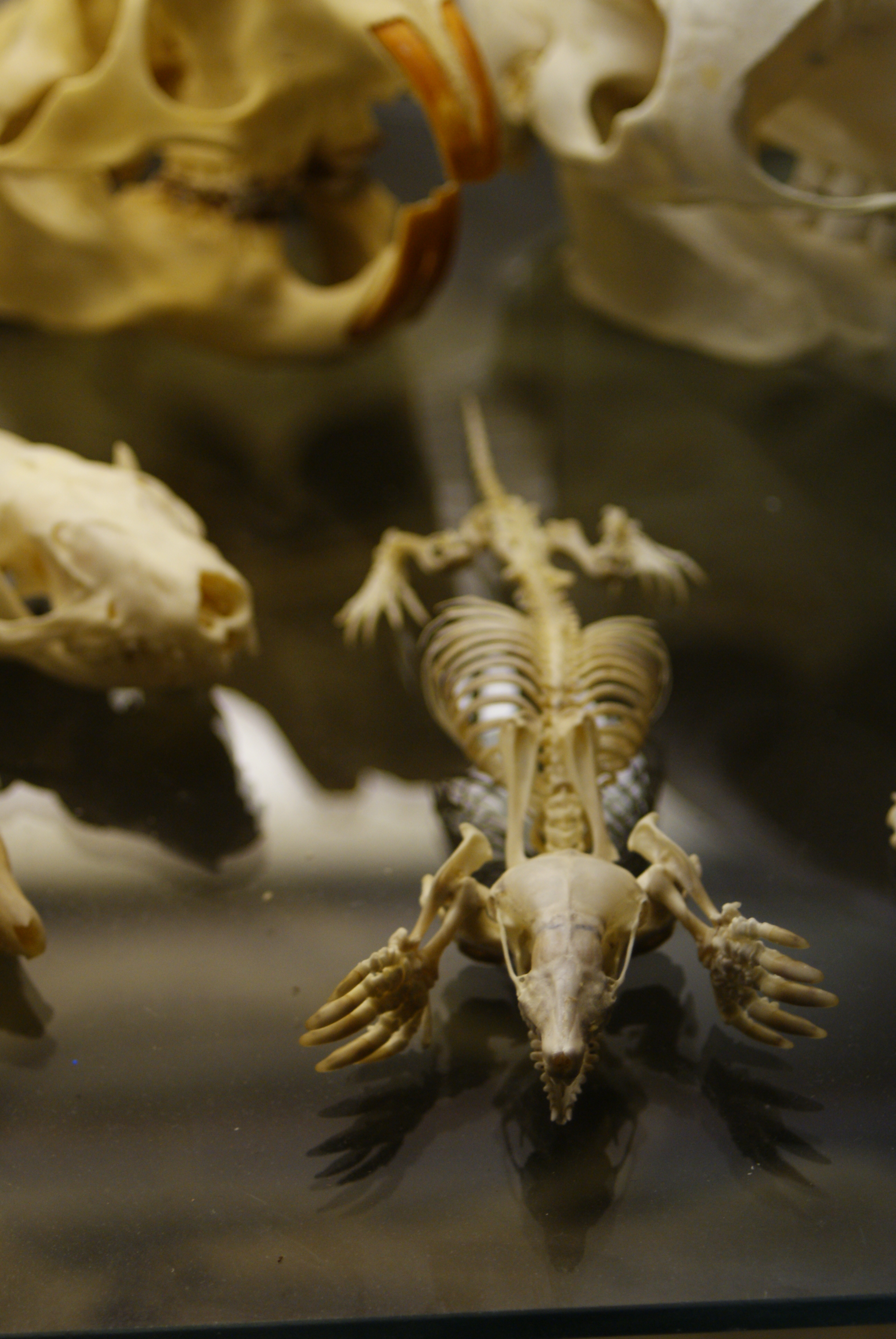
Squelette
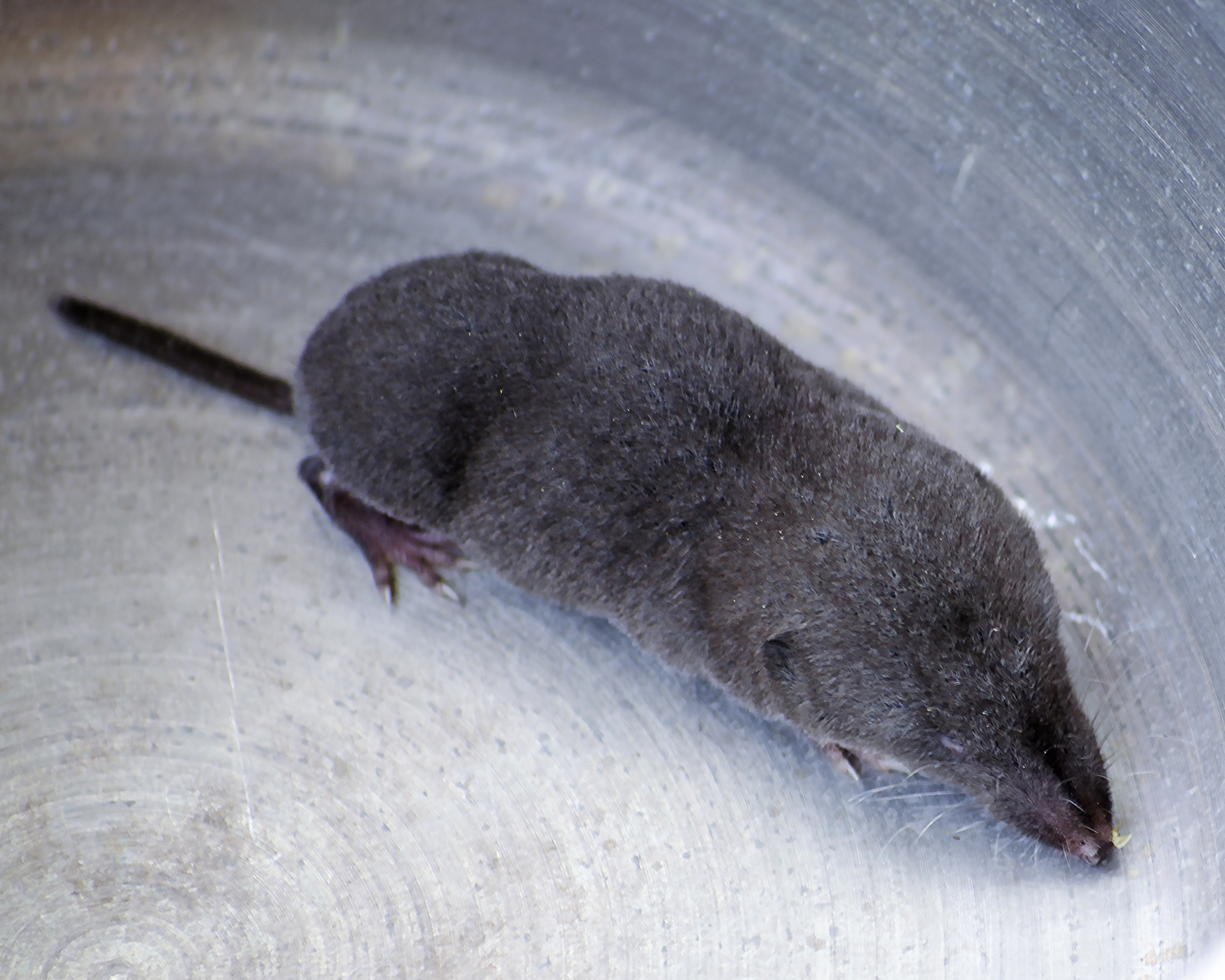
Face dorsale
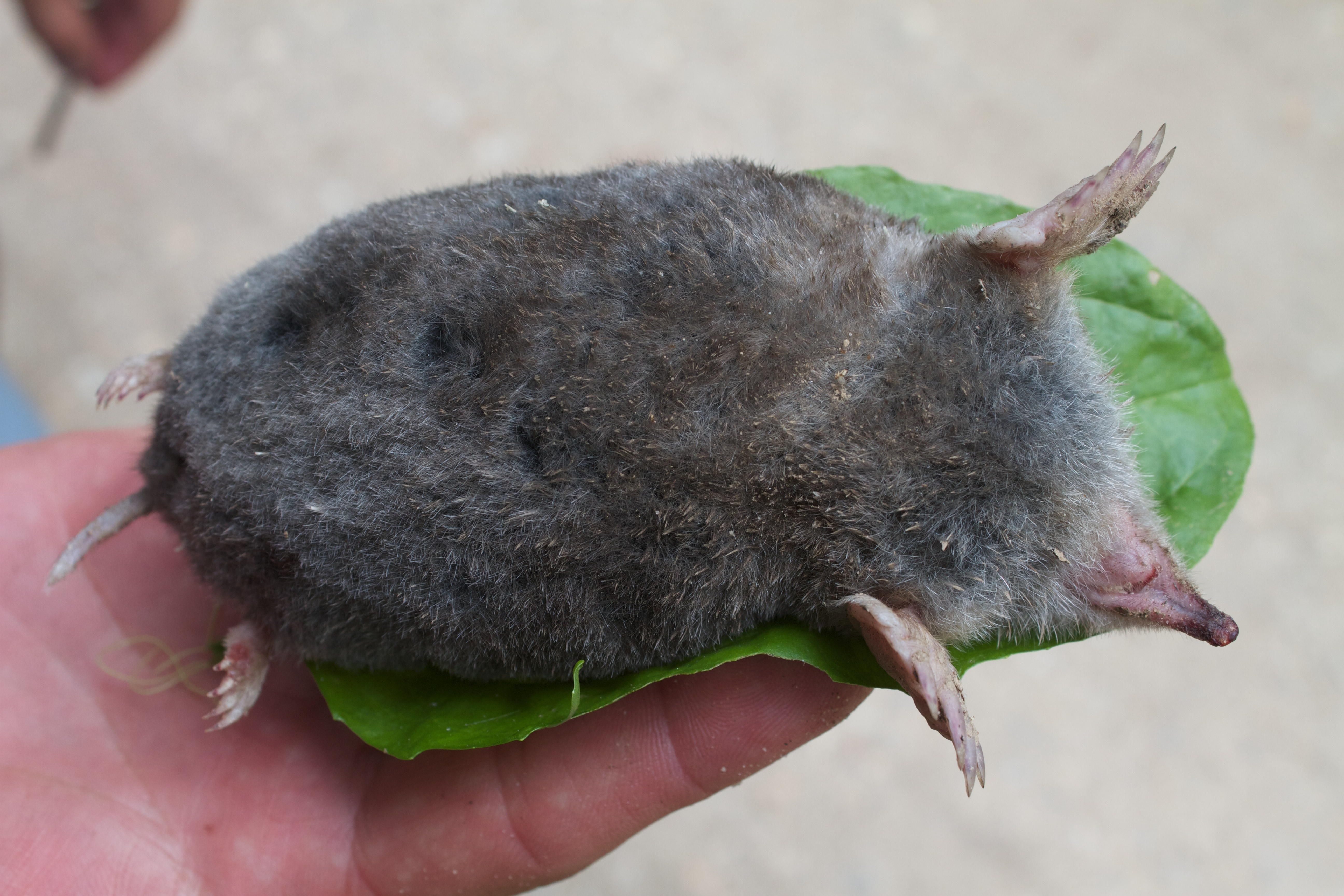
Face ventrale
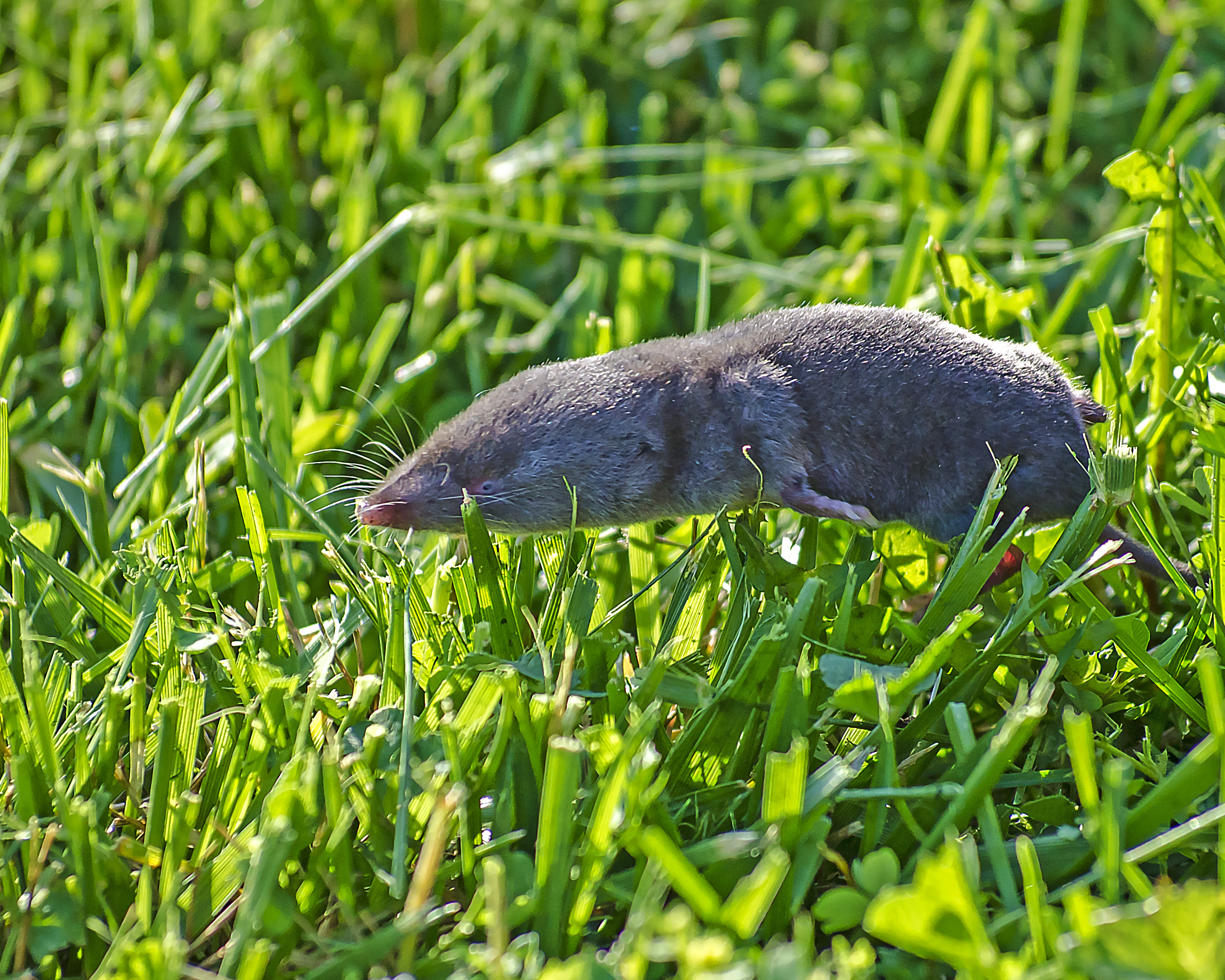
Vue latérale

## Répartition et habitat

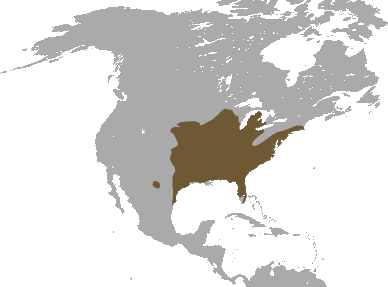
Carte de répartition en Amérique

Cette taupe se rencontre dans une large zone située dans l'ouest de l'Amérique du Nord, principalement aux États-Unis, mais aussi au Canada, en Ontario, et tout au nord du Mexique.
Elle affectionne surtout les zones aérées au terrain bien drainé et fréquente éventuellement les zones périurbaines au sol riche.

## Classification
Cette espèce a été décrite pour la première fois en 1758 par le naturaliste suédois Carl von Linné (1707-1778) et le genre Scalopus par le naturaliste français Étienne Geoffroy Saint-Hilaire (1772-1844) en 1803.
Le genre Scalopus a pour synonymes :
- Hesperoscalops Hibbard, 1941
- Scalops Illiger, 1811
- Scalpos Brooks, 1910
- Talpasorex Lesson, 1827

Classification plus détaillée selon le Système d'information taxonomique intégré (SITI ou ITIS en anglais) :
 Règne : Animalia ; sous-règne : Bilateria ; infra-règne : Deuterostomia ; Embranchement : Chordata ; Sous-embranchement : Vertebrata ; infra-embranchement : Gnathostomata ; super-classe : Tetrapoda ; Classe : Mammalia ; Sous-classe : Theria ; infra-classe : Eutheria ; ordre : Soricomorpha ; Famille : Talpidae ; Sous-famille : Scalopinae ; Tribu : Scalopini ; Genre : Scalopus .
Cette espèce est traditionnellement classée dans l'ordre des Insectivora, un regroupement qui est progressivement abandonné au XXIe siècle.

### Liste des sous-espèces
Selon Catalogue of Life (11 juillet 2014) et Mammal Species of the World (version 3, 2005)  (11 juillet 2014) :
- sous-espèce Scalopus aquaticus aereus (Bangs, 1896)
- sous-espèce Scalopus aquaticus alleni Baker, 1951
- sous-espèce Scalopus aquaticus anastasae (Bangs, 1898)
- sous-espèce Scalopus aquaticus aquaticus (Linnaeus, 1758)
- sous-espèce Scalopus aquaticus australis (Chapman, 1893)
- sous-espèce Scalopus aquaticus bassi Howell, 1939
- sous-espèce Scalopus aquaticus caryi Jackson, 1914
- sous-espèce Scalopus aquaticus howelli Jackson, 1914
- sous-espèce Scalopus aquaticus inflatus Jackson, 1914
- sous-espèce Scalopus aquaticus machrinoides Jackson, 1914
- sous-espèce Scalopus aquaticus machrinus (Rafinesque, 1832)
- sous-espèce Scalopus aquaticus montanus Baker, 1951
- sous-espèce Scalopus aquaticus nanus Davis, 1942
- sous-espèce Scalopus aquaticus parvus (Rhoads, 1894)
- sous-espèce Scalopus aquaticus porteri Schwartz, 1952
- sous-espèce Scalopus aquaticus texanus (J. A. Allen, 1891)